# کلیسای جامع سنت کانوت
کلیسای جامع سنت کانوت (دانمارکی: Odense Domkirke or Sankt Knuds Kirke) یک کلیسا در ادنسه، دانمارک است.
این کلیسا که در قرن ۱۱ میلادی پایه‌گذاری شده دارای یک برج و با آجر به سبک گوتیک ساخته شده است.

## Gallery

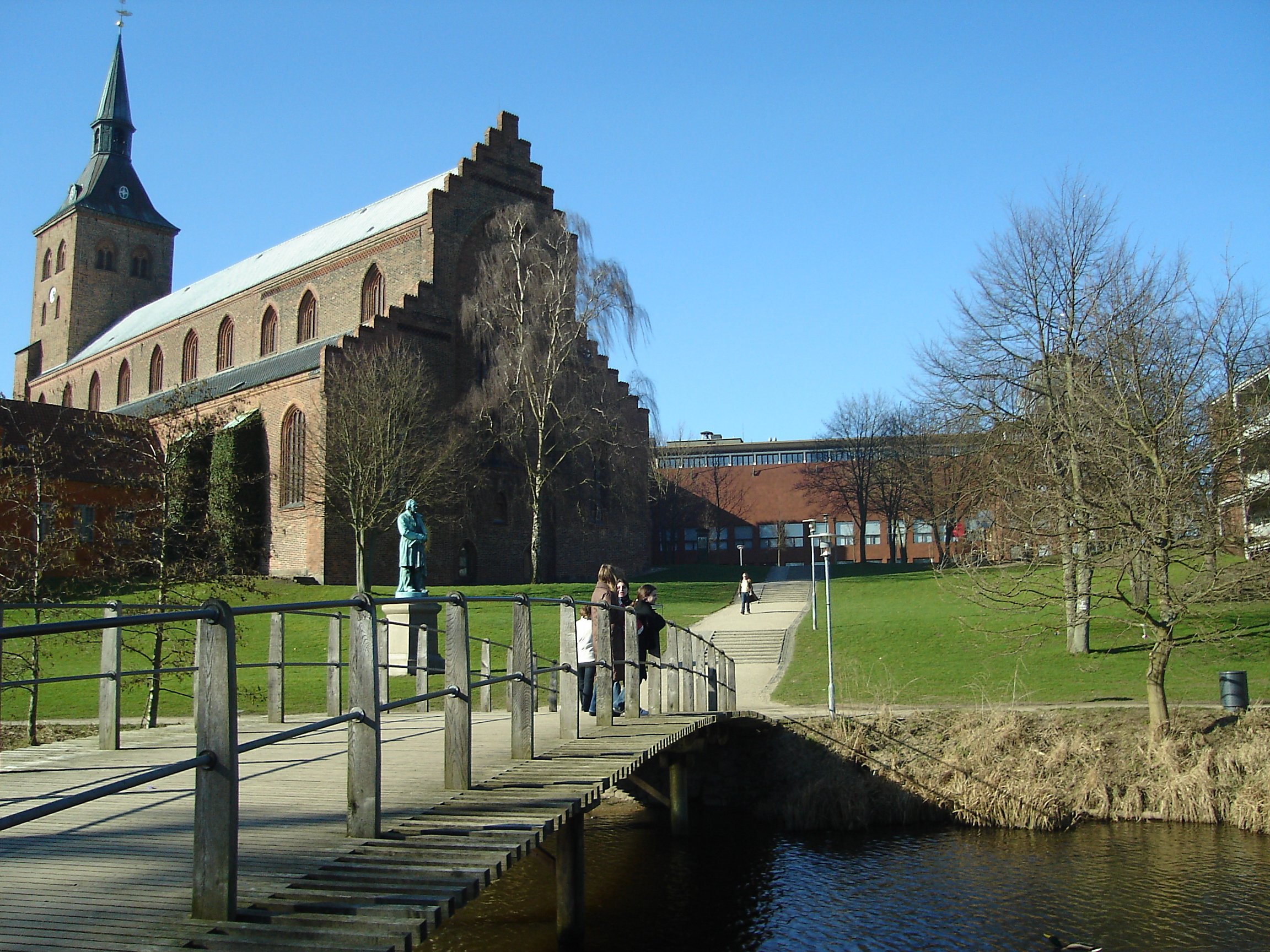
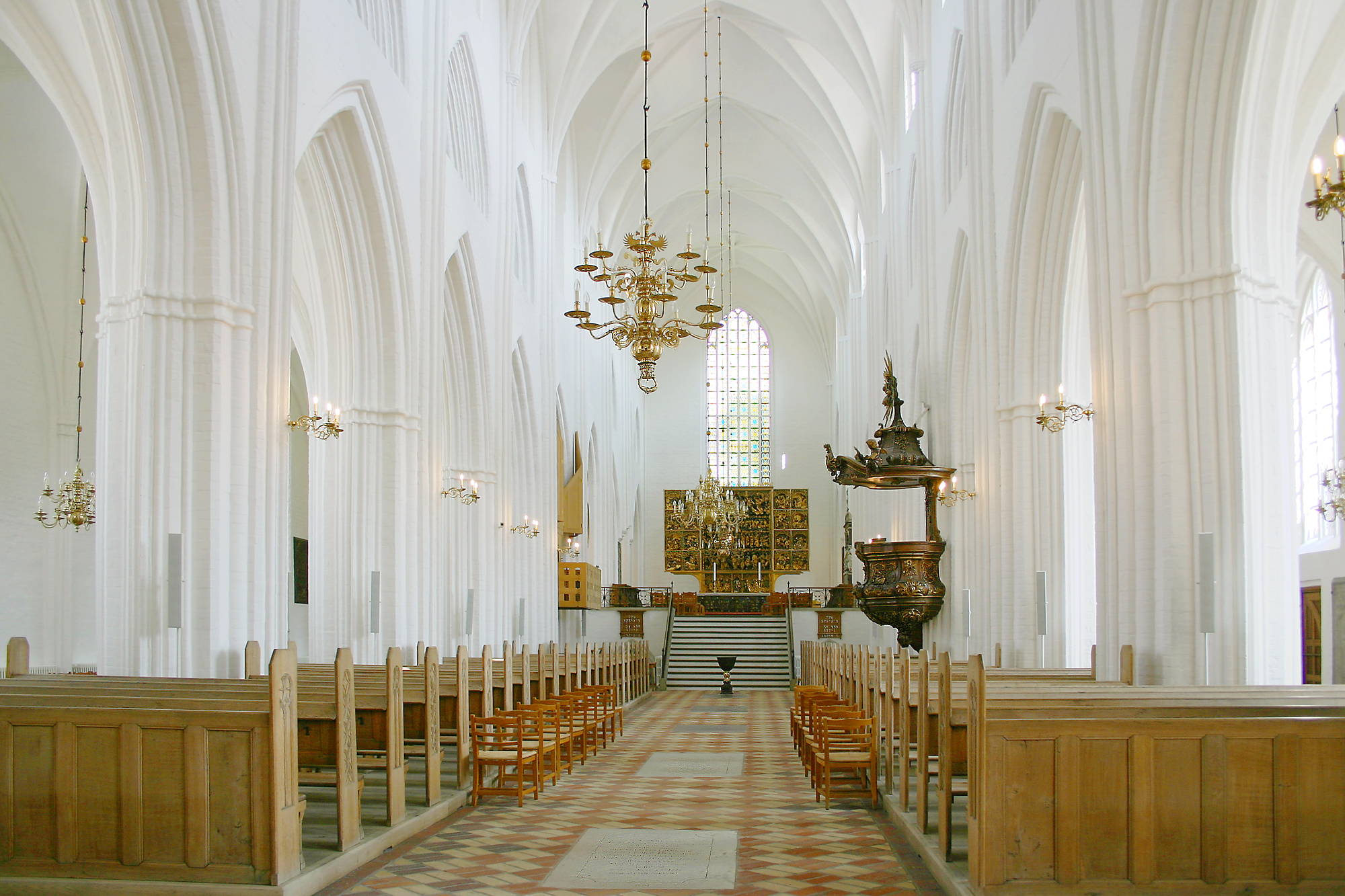
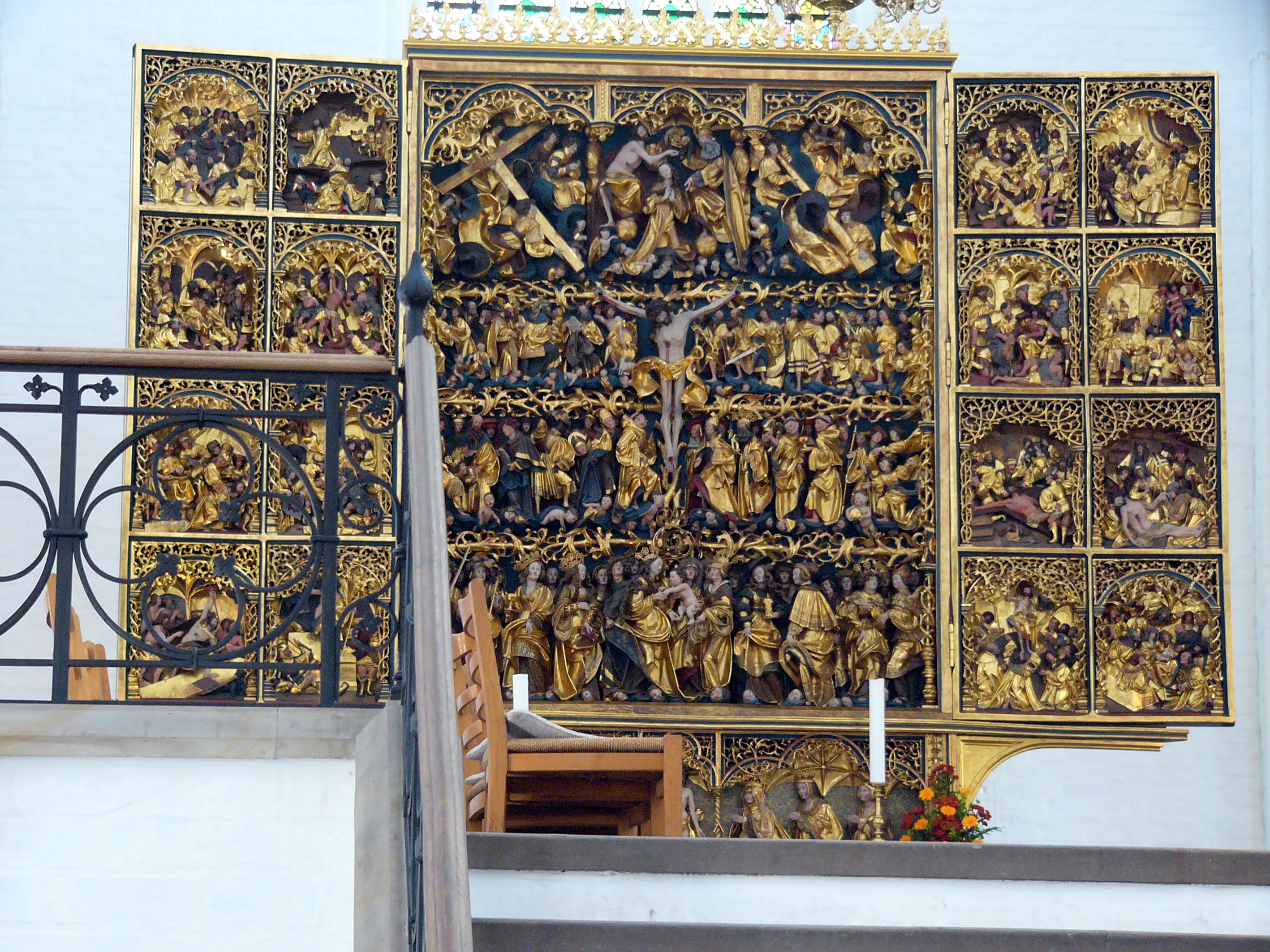
.
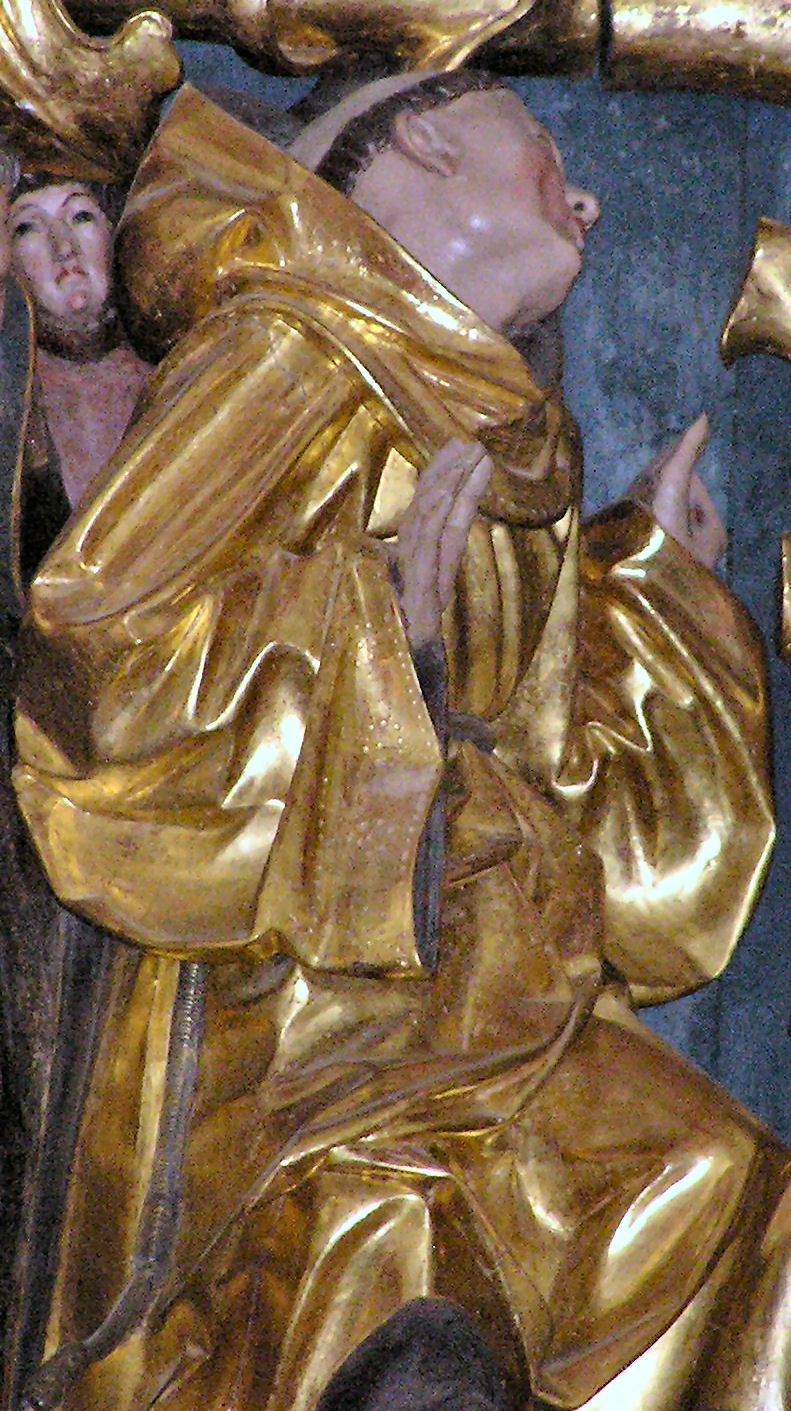
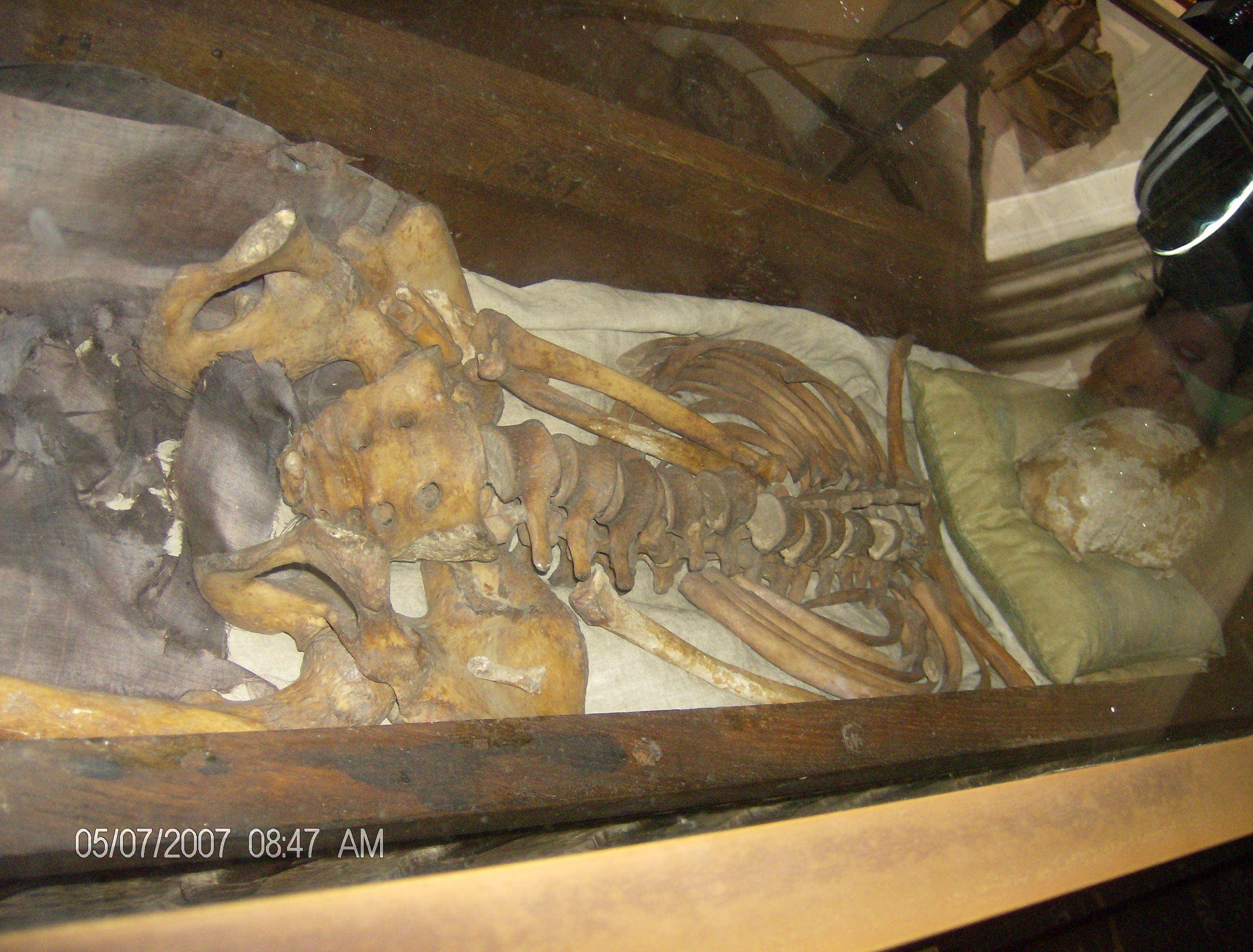